# Estany de Viella
L'estany de Viella (en aranès Estanh de Vielha) és una petita bassa d'origen natural de 0,3 hectàrees enclavada en una petita cubeta d'origen natural i alimentada per una font, situada a solell en una zona de prats naturals dins del domini dels boscos de pi roig a 1.650 m.
El seu principal interès ve donat per la presència de comunitats aquàtiques higròfiles molt rares a Catalunya com són Alopecurus aequalis, Poasupina, Rorippa islandica i Luronium natans. Particularment aquesta darrera espècie és estrictament protegida i catalogada a nivell nacional en perill dins de l'Atlas y Libro Rojo de la Flora Vascular Amenazada de España. És una planta a nivell peninsular amb només cinc nuclis aïllats descrits, de distribució molt fragmentada i acusades fluctuacions, que viu dins d'hàbitats molt sensibles. El grau de protecció de la bassa és suficient, ja que es troba dins del PEIN, a més és refugi de pesca i situat dins d'una forest d'Utilitat Pública. Per altra banda, no s'observen impactes o amenaces destacables, essent la principal el seu ús com abeurador pel bestiar, pel risc que comporta d'eutrofització de les aigües o d'alteració per trepig de la vegetació aquàtica. Com s'ha mencionat anteriorment, l'espai pertany a l'espai del PEIN i de la Xarxa Natura 2000 ES5130006, Estanh de Vielha.